# 1078
1078 (MLXXVIII) fue un año común comenzado en lunes del calendario juliano.

## Acontecimientos
- Al-Muqtádir de Zaragoza se anexiona la Taifa de Lérida haciendo prisionero a su hermano Yúsuf de Lérida.
- Vsévolod I de Kiev comenzó a gobernar como Gran Príncipe de Kiev.
- V Concilio romano presidido por Gregorio VII.

## Nacimientos
- 8 de agosto: Guarnier de Magdeburgo, sacerdote católico alemán (n. 1010), arzobispo de Magdeburgo desde 1063.
- Ermengol V, aristócrata («conde de Urgel») hispano.

## Fallecimientos
- 6 de junio - Inés de Aquitania, reina consorte de Castilla y León. Esposa de Alfonso VI de León.
- Ponce I de Ampurias, conde de Ampurias.